# Трубы пароперегревателя

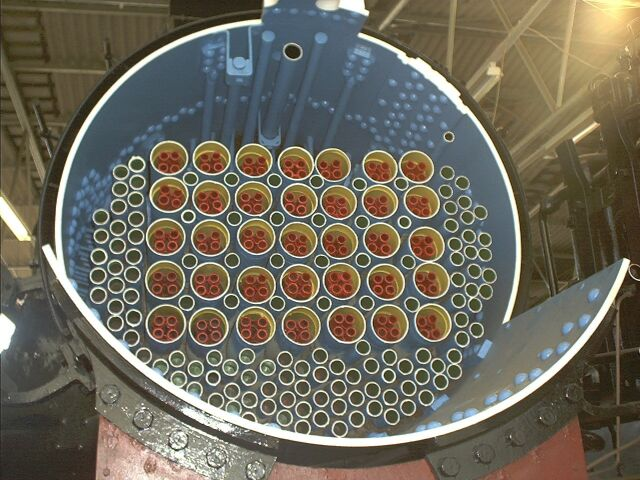
Разрез котла паровоза. Оранжевым цветом обозначены трубы пароперегревателя.

Трубы пароперегревателя паровоза — U-образные трубы проходящие внутри жаровых труб, служащие для перегрева пара.

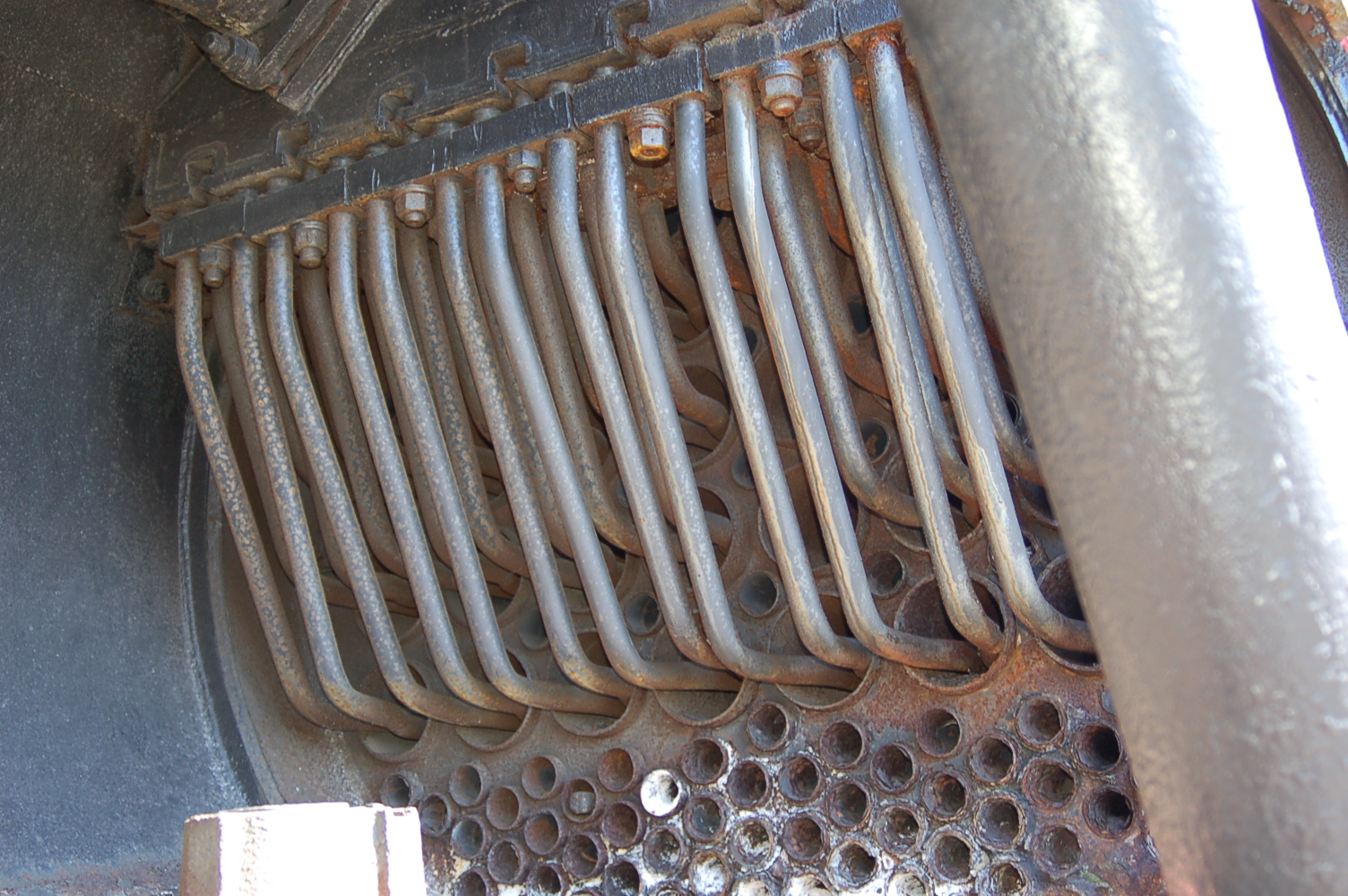

В 1890—1900 в котлах стали устанавливать первые пароперегреватели, которые поначалу имели ленточную конструкцию (пар нагревался за счёт поверхностей, закреплённых на дымогарных трубах). Впоследствии конструкция пароперегревателей претерпела серьёзные изменения. Их стали размещать в самом котле (Пилота—Слуцкого) или в дымовой коробке (Кленча, Лопушинского), но такие конструкции не получили распространения. Более удачными оказались конструкции, где нагревательные элементы пароперегреватля (U-образно согнутые трубки) размещались в отдельных трубах, называемых жаровыми.
В последующем трубы пароперегревателя получили распространение и в других видах техники и оборудования. Различных паровых машинах, тепловых электростанциях, отопительных системах, некоторых типах ядерных реакторов.
Трубы пароперегревателя работают в тяжёлых условиях из-за высокой температуры и давления перегретого пара и подвергаются коррозии. При повышении рабочей температуры стойкость металла в отношении воздействия на него окружающей среды уменьшается. Углеродистые стали при температурах до 450—500 С имеют достаточную стойкость, при температурах выше 530 С начинается их окисление, которое может проходить как с внутренней, так и с наружной поверхности труб и носит название соответственно — пароводяной коррозии и окалинообразования. Оба процесса представляют собой интенсивное окисление металла труб кислородом с образованием закиси — оксида железа (Fe3O4), плёнка которой не является устойчивой и не предотвращает дальнейшего окисления металла труб при высоких температурах. Части труб получившие при холодной обработке остаточную деформацию, или с наибольшими напряжениями — больше всего подвержены коррозии. Чтобы не допустить перегорания труб, на время растопки котла пароперегреватель заполняют чистой водой или пропускают через него пар, который берут из соседних работающих котлов.